# Ernest Ebbage
Ernest Walter Ebbage (Stibbard, 1º agosto 1873 – 2 settembre 1943) è stato un tiratore di fune britannico.

## Biografia
Ha partecipato ai giochi olimpici di Londra del 1908, dove ha vinto, con la squadra della K Division Metropolitan Police Team, la medaglia di bronzo nel tiro alla fune, vincendo la finale per il terzo posto con la squadra svedese per rinuncia.

## Palmarès
In carriera ha conseguito i seguenti risultati:
- Giochi olimpici

Londra 1908: bronzo nel tiro alla fune.